# Puyvert
Puyvert település Franciaországban, Vaucluse megyében. Lakosainak száma 842 fő (2022. január 1.). Puyvert La Roque-d'Anthéron, Bonnieux, Cadenet, Lauris és Lourmarin községekkel határos.

## Népesség
A település népességének változása:
| Lakosok száma | 793  | 819  | 832  | 817  | 817  | 830  | 823  | 819  | 842  |
|               | 2013 | 2015 | 2016 | 2017 | 2018 | 2019 | 2020 | 2021 | 2022 |